# Xantin oxidază

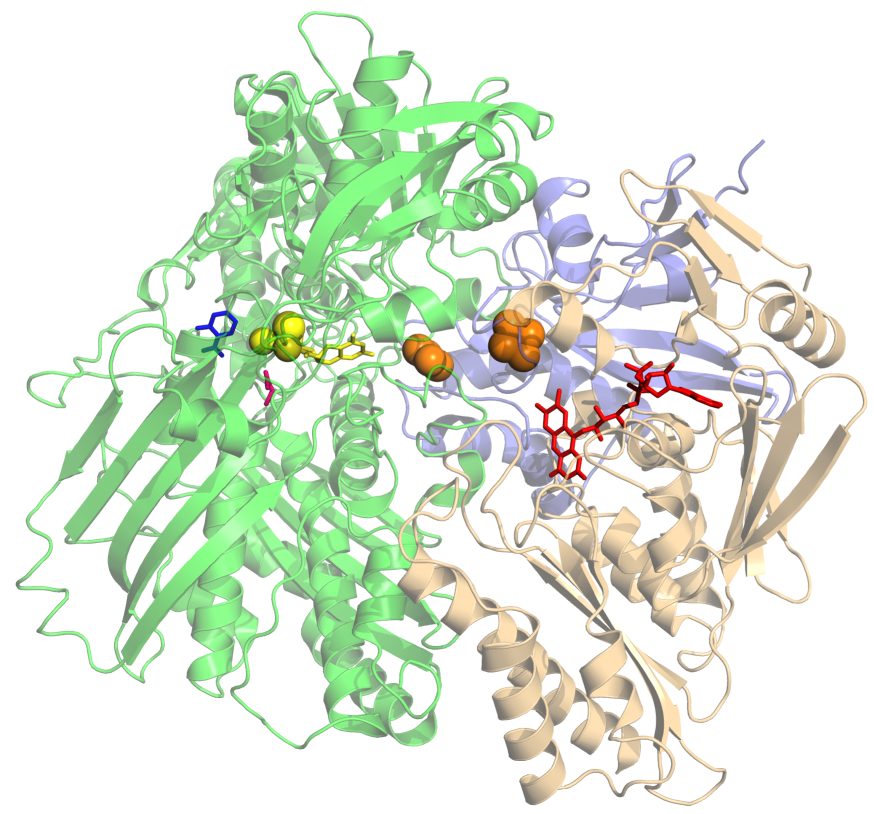
Structura XO

Xantin oxidaza (XO) (EC 1.17.3.2) este o enzimă ce catalizează oxidarea hipoxantinei la xantină și oxidarea xantinei la acid uric. Este implicată în producerea de specii reactive de oxigen. Joacă un rol important în catabolismul purinelor la multe specii, inclusiv la om.

## Reacții
Reacțiile chimice catalizate de xantin oxidază sunt:
hipoxantină + H2O + O2 {\displaystyle \rightleftharpoons } xantină + H2O2
xantină + H2O + O2 {\displaystyle \rightleftharpoons } acid uric + H2O2
XO mai poate acționa și asupra altor purine, pterine și aldehide. De exemplu, poate converti 1-metilxantina (un metabolit al cafeinei) la acid 1-metiluric, dar activitatea asupra 3-metilxantinei este slabă. În unele circumstanțe, poate produce anion superoxid:
RH + H2O + 2 O2 {\displaystyle \rightleftharpoons } ROH + 2 O2− + 2 H+

Hipoxantină (un atom de oxigen)
xantină (doi atomi de oxigen)
Acid uric (trei atomi de oxigen)